# Jules Guillery
Jules Louis Guillery (14 mars 1824 - 7 février 1902) est un avocat belge et homme politique libéral.
Il a été membre du Parlement belge et Président de la Chambre des représentants du  13 novembre 1878 au  10 mars 1881 et Ministre d'État.

## Sources
- Jules Louis Guillery
- Lebrocquy, G., Types et Profils parlementaires, Paris, Lachaud & Burdin, 1873, p. 191-192.
- Annales de la Société Archéologique de l'arrondissement de Nivelles, T. X, Nivelles, 1911, p. 258.
- De Paepe, Jean-Luc, Raindorf-Gérard, Christiane (ed.), Le Parlement Belge 1831-1894. Données Biographiques, Brussels, Académie Royale de Belgique, 1996, p. 332.
- Serwy, V., La coopération en Belgique. Dictionnaire biographique, Brussels, 1952, p. 166.